# Párnica
Párnica je obec na Slovensku, v okrese Dolný Kubín v Žilinském kraji, na Oravě. Žije v ní 988 obyvatel.

## Historie
S názvem Párnica se poprvé setkáváme při popisu katastru Istebné. V archivních dokumentech z roku 1382 je zmiňováno, že hranice katastru končily někde u potůčku Parnicza (dnes Zázrivka). S největší pravděpodobností tehdy obec Párnica ještě neexistovala.
V sedmdesátých letech dvacátého století zde hydrologové uskutečnili průzkumný vrt. První známý doklad o existenci Párnice pochází z roku 1420. V průběhu druhé poloviny 15. století a začátkem 16. století. Párnica zaznamenávala příznivý rozvoj. Složitým obdobím v dějinách této obce byla druhá polovina 17. století. Počet obyvatel se v průběhu 18. a 19. století neustále měnil.
V 18. století zde žilo 876 obyvatel. V roce 1918 bylo v Párnici evidováno okolo 1091 obyvatel. Hlavním zdrojem obživy bylo zemědělství spojené s chovem dobytka a ovcí. Část z nich se věnovala těžbě dřeva. Obyvatelstvo Párnice tvořili především sedláci. Kromě zemědělství se věnovali i řemeslům. Rozšířené bylo zejména truhlářství a řezbářství, ženy se věnovali šití a vyšívání. V roce 1930 žilo v 219 domech 1104 lidí. Ve třicátých letech 20. století se v Párnici rozmáhaly socialistické myšlenky, které byly odrazem špatné hospodářské situace. Během druhé světové války, se Párnica stala útočištěm partyzánského odboje.

## Geografie
Obec leží v nadmořské výšce 458 metrů a její katastrální území má výměru 51,99 km².
Do správního území obce zasahuje část národního parku Malá Fatra. Kromě něj v něm leží Ve správním území obce leží národní přírodní rezervace Sokolec, Šrámková a přírodní rezervace Pralesy Slovenska – Magura, Veľká Lučivná a zasahují do něj části národních přírodních rezervací Rozsutec, Šútovská dolina, část přírodní rezervace  Pralesy Slovenska – Šútovská dolina a část chráněného areálu Rieka Orava.
Přes obec vede železniční trať Kraľovany – Trstená – Nowy Targ.

## Osobnosti
- Adam Hlovík (1793–1851), evangelický kněz a sběratel lidových písni
- Ján Hlovik (1804–1862), učitel a sběratel lidové slovesnosti a písní
- Andrej Melicherčík (1917–1966), vysokoškolský profesor, redaktor, sběratel lidových písní, národopisec
- Ludmila Rampáková (1922–2003), redaktorka, překladatelka, literární kritička a historička
- Arvéd Grebert (* 1915), univerzitní profesor
- Ján Tréger (1884–1957), lékař, univerzitní profesor
- Štefan Pacák (1908–1985), ichtyolog
- T. Baruch Bartoloměj (* 1884), advokát
- Andrej Faglic (1920–2003), generálmajor